# Élections cantonales de 2011 dans l'Ariège
Les élections cantonales ont eu lieu les 20 et 27 mars 2011.

## Contexte départemental

### Assemblée départementale sortante
Avant les élections, le conseil général de l'Ariège est présidé par Augustin Bonrepaux (PS). Il comprend 22 conseillers généraux issus des 22 cantons de l'Ariège. 11 d'entre eux sont renouvelables lors de ces élections.
| Parti                             | Sigle | Élus |
| --------------------------------- | ----- | ---- |
| Majorité (19 sièges)              |       |      |
| Parti socialiste                  | PS    | 18   |
| Divers gauche                     | DVG   | 1    |
| Opposition (3 sièges)             |       |      |
| Union pour un mouvement populaire | UMP   | 2    |
| Divers droite                     | DVD   | 1    |
| Président du conseil général      |       |      |
| Augustin Bonrepaux (PS)           |       |      |

## Résultats à l'échelle du département

### Résultats en nombre de sièges
| Parti | Sièges mis en jeu | Élus | Évolution |
| ----- | ----------------- | ---- | --------- |
| PS    | 10                | 10   | +/-       |
| UMP   | 1                 | 1    | +/-       |

### Assemblée départementale à l'issue des élections
| Parti                             | Sigle | Élus |
| --------------------------------- | ----- | ---- |
| Majorité (19 sièges)              |       |      |
| Parti socialiste                  | PS    | 18   |
| Divers gauche                     | DVG   | 1    |
| Opposition (3 sièges)             |       |      |
| Union pour un mouvement populaire | UMP   | 2    |
| Divers droite                     | DVD   | 1    |
| Président du conseil général      |       |      |
| Augustin Bonrepaux (PS)           |       |      |

## Résultats par canton

### Canton de Lavelanet
| Candidats      | Candidats       | Étiquette      | Premier tour | Premier tour | Second tour | Second tour |
| Candidats      | Candidats       | Étiquette      | Voix         | %            | Voix        | %           |
| -------------- | --------------- | -------------- | ------------ | ------------ | ----------- | ----------- |
|                | Pierre Saboy*   | PS             | 1 689        | 33,66        | 2 659       | 51,24       |
|                | Gérald Sgobbo   | UMP            | 1 491        | 29,71        | 2 530       | 48,76       |
|                | Thérèse Aliot   | FN             | 886          | 17,66        |             |             |
|                | Lyliane Cassan  | FG PG          | 505          | 10,06        |             |             |
|                | Laurent Carrère | EÉLV           | 447          | 8,91         |             |             |
|                |                 |                |              |              |             |             |
| Inscrits       | Inscrits        | Inscrits       | 10 293       | 100,00       | 10 293      | 100,00      |
| Abstentions    | Abstentions     | Abstentions    | 5 128        | 49,82        | 4 695       | 45,61       |
| Votants        | Votants         | Votants        | 5 165        | 50,18        | 5 598       | 54,39       |
| Blancs et nuls | Blancs et nuls  | Blancs et nuls | 147          | 2,85         | 409         | 7,31        |
| Exprimés       | Exprimés        | Exprimés       | 5 018        | 97,15        | 5 189       | 92,69       |

*sortant

### Canton du Fossat
| Candidats      | Candidats             | Étiquette      | Premier tour | Premier tour | Second tour | Second tour |
| Candidats      | Candidats             | Étiquette      | Voix         | %            | Voix        | %           |
| -------------- | --------------------- | -------------- | ------------ | ------------ | ----------- | ----------- |
|                | Jean-Luc Couret       | PS             | 1 036        | 38,57        | 1 374       | 57,47       |
|                | Patrick Cauhape       | DVG            | 594          | 22,11        | 1 017       | 42,53       |
|                | Yvon Lassalle         | FG PCF         | 502          | 18,69        |             |             |
|                | Christian Seguelas    | FN             | 387          | 14,41        |             |             |
|                | Cécile Vergnes-Rassie | UMP            | 167          | 6,22         |             |             |
|                |                       |                |              |              |             |             |
| Inscrits       | Inscrits              | Inscrits       | 4 586        | 100,00       | 4 587       | 100,00      |
| Abstentions    | Abstentions           | Abstentions    | 1 784        | 38,90        | 1 857       | 40,48       |
| Votants        | Votants               | Votants        | 2 802        | 61,10        | 2 730       | 59,52       |
| Blancs et nuls | Blancs et nuls        | Blancs et nuls | 116          | 4,14         | 339         | 12,42       |
| Exprimés       | Exprimés              | Exprimés       | 2 686        | 95,86        | 2 391       | 87,58       |

### Canton du Mas-d'Azil
| Candidats      | Candidats       | Étiquette      | Premier tour | Premier tour | Second tour | Second tour |
| Candidats      | Candidats       | Étiquette      | Voix         | %            | Voix        | %           |
| -------------- | --------------- | -------------- | ------------ | ------------ | ----------- | ----------- |
|                | Raymond Berdou* | PS             | 951          | 48,72        | 1 279       | 71,73       |
|                | Claude Doussiet | PR             | 395          | 20,24        | 504         | 28,27       |
|                | Josée Souque    | PCF            | 321          | 16,44        |             |             |
|                | Ramon Bordallo  | PG             | 285          | 14,60        |             |             |
|                |                 |                |              |              |             |             |
| Inscrits       | Inscrits        | Inscrits       | 3 451        | 100,00       | 3 450       | 100,00      |
| Abstentions    | Abstentions     | Abstentions    | 1 419        | 41,12        | 1 488       | 43,13       |
| Votants        | Votants         | Votants        | 2 032        | 58,88        | 1 962       | 56,87       |
| Blancs et nuls | Blancs et nuls  | Blancs et nuls | 80           | 3,94         | 179         | 9,12        |
| Exprimés       | Exprimés        | Exprimés       | 1 952        | 96,06        | 1 783       | 90,88       |

*sortant

### Canton d'Oust
| Candidats      | Candidats       | Étiquette      | Premier tour | Premier tour | Second tour | Second tour |
| Candidats      | Candidats       | Étiquette      | Voix         | %            | Voix        | %           |
| -------------- | --------------- | -------------- | ------------ | ------------ | ----------- | ----------- |
|                | Christine Téqui | PS             | 726          | 47,67        | 977         | 64,92       |
|                | Vincent Rozès   | UMP            | 467          | 30,66        | 528         | 35,08       |
|                | Daniel Cabaup   | PCF-EELV       | 330          | 21,67        |             |             |
|                |                 |                |              |              |             |             |
| Inscrits       | Inscrits        | Inscrits       | 2 736        | 100,00       | 2 736       | 100,00      |
| Abstentions    | Abstentions     | Abstentions    | 1 152        | 42,11        | 1 154       | 42,18       |
| Votants        | Votants         | Votants        | 1 584        | 57,89        | 1 582       | 57,82       |
| Blancs et nuls | Blancs et nuls  | Blancs et nuls | 61           | 3,85         | 77          | 4,87        |
| Exprimés       | Exprimés        | Exprimés       | 1 523        | 96,15        | 1 505       | 95,13       |

### Canton de Pamiers-Est
| Candidats      | Candidats          | Étiquette      | Premier tour | Premier tour | Second tour | Second tour |
| Candidats      | Candidats          | Étiquette      | Voix         | %            | Voix        | %           |
| -------------- | ------------------ | -------------- | ------------ | ------------ | ----------- | ----------- |
|                | André Montané*     | PS             | 1 739        | 41,73        | 2 716       | 67,00       |
|                | Hubert Lopez       | DVD            | 804          | 19,29        | 1 338       | 33,00       |
|                | Gérard Prieto      | FN             | 790          | 18,96        |             |             |
|                | Didier Mezin       | FG PCF         | 373          | 8,95         |             |             |
|                | Françoise Matricon | EÉLV           | 325          | 7,80         |             |             |
|                | Régis Charles      | SE             | 136          | 3,26         |             |             |
|                |                    |                |              |              |             |             |
| Inscrits       | Inscrits           | Inscrits       | 9 670        | 100,00       | 9 669       | 100,00      |
| Abstentions    | Abstentions        | Abstentions    | 5 360        | 55,43        | 5 204       | 53,82       |
| Votants        | Votants            | Votants        | 4 310        | 44,57        | 4 465       | 46,18       |
| Blancs et nuls | Blancs et nuls     | Blancs et nuls | 143          | 3,32         | 411         | 9,20        |
| Exprimés       | Exprimés           | Exprimés       | 4 167        | 96,68        | 4 054       | 90,80       |

*sortant

### Canton de Pamiers-Ouest
| Candidats      | Candidats                 | Étiquette      | Premier tour | Premier tour | Second tour | Second tour |
| Candidats      | Candidats                 | Étiquette      | Voix         | %            | Voix        | %           |
| -------------- | ------------------------- | -------------- | ------------ | ------------ | ----------- | ----------- |
|                | Marie-France Vilaplana    | PS             | 1 242        | 39,27        | 1 941       | 63,18       |
|                | Claude Deymier            | DVD            | 696          | 22,00        | 1 131       | 36,82       |
|                | Aimé Deléglise            | FN             | 600          | 18,97        |             |             |
|                | Catherine Quintard-Galvez | PG             | 383          | 12,11        |             |             |
|                | Jacques Pince             | POC            | 242          | 7,65         |             |             |
|                |                           |                |              |              |             |             |
| Inscrits       | Inscrits                  | Inscrits       | 7 516        | 100,00       | 7 513       | 100,00      |
| Abstentions    | Abstentions               | Abstentions    | 4 261        | 56,69        | 4 154       | 55,29       |
| Votants        | Votants                   | Votants        | 3 255        | 43,31        | 3 359       | 44,71       |
| Blancs et nuls | Blancs et nuls            | Blancs et nuls | 92           | 2,83         | 287         | 8,54        |
| Exprimés       | Exprimés                  | Exprimés       | 3 163        | 97,17        | 3 072       | 91,46       |

### Canton de Quérigut
| Candidats      | Candidats         | Étiquette      | Premier tour | Premier tour |
| Candidats      | Candidats         | Étiquette      | Voix         | %            |
| -------------- | ----------------- | -------------- | ------------ | ------------ |
|                | Francis Magdalou* | PS             | 269          | 74,93        |
|                | Roland Tichadou   | FG PCF         | 90           | 25,07        |
|                |                   |                |              |              |
| Inscrits       | Inscrits          | Inscrits       | 489          | 100,00       |
| Abstentions    | Abstentions       | Abstentions    | 100          | 20,45        |
| Votants        | Votants           | Votants        | 389          | 79,55        |
| Blancs et nuls | Blancs et nuls    | Blancs et nuls | 30           | 7,71         |
| Exprimés       | Exprimés          | Exprimés       | 359          | 92,29        |

*sortant

### Canton de Saint-Girons
| Candidats      | Candidats                    | Étiquette      | Premier tour | Premier tour |
| Candidats      | Candidats                    | Étiquette      | Voix         | %            |
| -------------- | ---------------------------- | -------------- | ------------ | ------------ |
|                | Henri Nayrou*                | PS             | 2 110        | 61,16        |
|                | Igor Jevremovic              | DVD            | 579          | 16,78        |
|                | Christine Ningres-Saint-Marc | EÉLV           | 432          | 12,52        |
|                | Janet Saurat                 | FG PCF         | 329          | 9,54         |
|                |                              |                |              |              |
| Inscrits       | Inscrits                     | Inscrits       | 7 722        | 100,00       |
| Abstentions    | Abstentions                  | Abstentions    | 4 056        | 52,53        |
| Votants        | Votants                      | Votants        | 3 666        | 47,47        |
| Blancs et nuls | Blancs et nuls               | Blancs et nuls | 216          | 5,89         |
| Exprimés       | Exprimés                     | Exprimés       | 3 450        | 94,11        |

*sortant

### Canton de Sainte-Croix-Volvestre
| Candidats      | Candidats         | Étiquette      | Premier tour | Premier tour |
| Candidats      | Candidats         | Étiquette      | Voix         | %            |
| -------------- | ----------------- | -------------- | ------------ | ------------ |
|                | Alain Barri*      | UMP            | 667          | 52,48        |
|                | Jean-Luc Delpeuch | PS             | 375          | 29,50        |
|                | Bertrand Soux     | EÉLV           | 183          | 14,40        |
|                | André Vergnes     | ÉCO            | 46           | 3,62         |
|                |                   |                |              |              |
| Inscrits       | Inscrits          | Inscrits       | 1 798        | 100,00       |
| Abstentions    | Abstentions       | Abstentions    | 477          | 26,53        |
| Votants        | Votants           | Votants        | 1 321        | 73,47        |
| Blancs et nuls | Blancs et nuls    | Blancs et nuls | 50           | 3,79         |
| Exprimés       | Exprimés          | Exprimés       | 1 271        | 96,21        |

*sortant

### Canton de Tarascon-sur-Ariège
| Candidats      | Candidats       | Étiquette      | Premier tour | Premier tour | Second tour | Second tour |
| Candidats      | Candidats       | Étiquette      | Voix         | %            | Voix        | %           |
| -------------- | --------------- | -------------- | ------------ | ------------ | ----------- | ----------- |
|                | Alain Sutra     | PRG            | 1 655        | 37,98        | 2 274       | 49,03       |
|                | Alain Duran*    | PS             | 1 636        | 37,55        | 2 364       | 50,97       |
|                | Laurence Lefort | FN             | 284          | 6,52         |             |             |
|                | Patrice Cros    | EÉLV           | 275          | 6,31         |             |             |
|                | Myriam Brillant | FG PCF         | 255          | 5,85         |             |             |
|                | Nicole Gerona   | UMP            | 252          | 5,78         |             |             |
|                |                 |                |              |              |             |             |
| Inscrits       | Inscrits        | Inscrits       | 6 715        | 100,00       | 6 715       | 100,00      |
| Abstentions    | Abstentions     | Abstentions    | 2 229        | 33,19        | 1 811       | 26,97       |
| Votants        | Votants         | Votants        | 4 486        | 66,81        | 4 904       | 73,03       |
| Blancs et nuls | Blancs et nuls  | Blancs et nuls | 129          | 2,88         | 266         | 5,42        |
| Exprimés       | Exprimés        | Exprimés       | 4 357        | 97,12        | 4 638       | 94,58       |

*sortant

### Canton de Vicdessos
| Candidats      | Candidats                   | Étiquette      | Premier tour | Premier tour |
| Candidats      | Candidats                   | Étiquette      | Voix         | %            |
| -------------- | --------------------------- | -------------- | ------------ | ------------ |
|                | Bernard Piquemal*           | PS             | 623          | 76,07        |
|                | Jean-Pierre Petit-Guillaume | DVG            | 140          | 17,09        |
|                | Pierre Fournié              | UMP            | 56           | 6,84         |
|                |                             |                |              |              |
| Inscrits       | Inscrits                    | Inscrits       | 1 450        | 100,00       |
| Abstentions    | Abstentions                 | Abstentions    | 557          | 38,41        |
| Votants        | Votants                     | Votants        | 893          | 61,59        |
| Blancs et nuls | Blancs et nuls              | Blancs et nuls | 74           | 8,29         |
| Exprimés       | Exprimés                    | Exprimés       | 819          | 91,71        |

*sortant